# Billy Connolly
Billy Connolly, właśc. sir William Connolly (ur. 24 listopada 1942 w Anderston w Glasgow) – szkocki aktor, komik, muzyk, prezenter. Odznaczony Orderem Imperium Brytyjskiego III klasy (CBE).

## Życiorys

### Wczesne lata
Urodził się przy 69 Dover Street w rodzinie Mary Connolly Adams, pracownika stołówki szpitalnej, i Williama Connolly’ego, technika instrumentalnego. Miał trzy siostry: Florence, Monę i Margaret. Już jako 15-latek przez swoich szkolnych kolegów uważany był za dziwaka, ze względu na wiosenne szaleństwo odwiedzania cmentarzy. Początkowo pracował dorywczo w bibliotece, piekarni, na budowie – platformie wiertniczej u wybrzeży Nigerii. Po powrocie do Glasgow zaczął występować w lokalnych teatrach, a następnie tworzył muzyczny duet The Humblebums. Podczas swoich występów lubił opowiadać dowcipy.

### Kariera
W 1975 nagrał utwór „D.I.V.O.R.C.E.”, który zdobył szczyt na brytyjskich listach przebojów. Debiutował w telewizji w tym samym roku z Big Banana Feet. W '76 komiks reputacji Connolly objechał USA z Eltonem Johnem. Powrócił do Wielkiej Brytanii, gdzie prowadził swój autorski program The Billy Connelly Extravaganza, z którym przez trzy miesiące objechał brytyjskie miasta. W 1978 zrealizował przedstawienia teatralne, a wreszcie jako aktor na dużym ekranie w thrillerze Rozgrzeszenie (Absolution, 1978) z Richardem Burtonem. W 1982 roku jego płyta okazała się wielkim sukcesem. W roku 1990 wprowadził program HBO Whoopi Goldberg and Billy Connelly in performance, który okazał się jednak porażką, a jego reputacja w Stanach Zjednoczonych zaczynała spadać. Pojawił się w dramacie Niemoralna propozycja (Indecent Proposal, 1993) i użyczył głosu do animowanego filmu Disneya Pocahontas (1995). W komedii sensacyjnej Wspaniały Joe (Beautiful Joe, 2000) z Sharon Stone zagrał poczciwego i życzliwego dla ludzi sprzedawcę kwiatów.

## Filmografia
- 1978: Rozgrzeszenie (Absolution) jako Blakey
- 1983: Bullshot jako Hawkeye McGillicuddy
- 1985: Water jako Delgado
- 1989: Powrót muszkieterów (The Return of the Musketeers) jako Caddie
- 1990: Wielki człowiek (The Big Man) jako Frankie
- 1993: Niemoralna propozycja (Indecent Proposal) jako Aukcja M.C.
- 1995: Pocahontas jako Ben (głos)
- 1996: Dennis Rozrabiaka (serial animowany 1996) jako kpt. Trout
- 1996: Muppety na Wyspie Skarbów (Muppet Treasure Island) jako Billy Bones
- 1996-97: Perła (serial telewizyjny) jako William ‘Billy’ Pynchon
- 1997: Wielki biały ninja (Beverly Hills Ninja) jako właściciel sklep japońskich antyków
- 1997: Jej wysokość pani Brown (Mrs Brown) jako John Brown
- 1997: Cztery łapy (Paws) jako PC (głos)
- 1998: Oszuści (The Impostors) Pan Sparks, były tenisista
- 1998: Middleton’s Changeling jako Alibius
- 1998: Sekrety Weroniki jako Campbell
- 1999: Still Crazy jako Hughie Case
- 1999: Trzecia planeta od Słońca jako inspektor Macaffery
- 1999: Czas zapłaty (The Debt Collector) jako Nicky Dryden
- 1999: Święci z Bostonu (The Boondock Saints) jako Noah MacManus / Il Duce
- 2000: Wspaniały Joe (Beautiful Joe) jako Joe
- 2000: Co za tupet! (An Everlasting Piece) jako Scalper
- 2001: Gabriel i ja (Gabriel & Me) jako Gabriel
- 2001: Paparazzi (Who Is Cletis Tout?) jako dr Mike Savian
- 2001: Columbo (odcinek 68, Murder with Too Many Notes) jako Findlay Crawford
- 2001: Człowiek, który procesował się z Bogiem (The Man Who Sued God) jako Steve Myers
- 2002: Biały oleander (White Oleander) jako Barry Kolker
- 2003: Linia czasu (Timeline) jako prof. Johnston
- 2003: Ostatni samuraj (The Last Samurai) jako sierżant Zebulon Gant
- 2004: Lemony Snicket: Seria niefortunnych zdarzeń jako dr Montgomery Montgomery
- 2006: Garfield 2 jako lord Dargis
- 2006: Fido jako Fido
- 2006: Sezon na misia (Open Season) jako McSquizzy (głos)
- 2008: Z Archiwum X: Chcę wierzyć jako Joseph „Ojciec Joe” Crissman
- 2008: Sezon na misia 2 (Open Season 2) jako McSquizzy (głos)
- 2009: Święci z Bostonu 2: Dzień Wszystkich Świętych jako Noah MacManus / Il Duce
- 2010: Podróże Guliwera jako król Theodore
- 2012: Merida Waleczna (Brave) jako król Fergus (głos)
- 2012: Kwartet (Quartet) jako Wilf Bond
- 2012: Dr House jako Thomas Bell
- 2014: Nasze zwariowane angielskie wakacje (What We Did on Our Holiday) jako Gordie McLeod
- 2014: Hobbit: Bitwa Pięciu Armii jako Dain Żelazna Stopa

## Dyskografia
- 1972 – Billy Connolly Live
- 1974 – Cop Yer Whack for This
- 1974 – Solo Concert
- 1975 – Get Right Intae Him!
- 1975 – Words and Music
- 1975 – The Big Yin
- 1976 – Atlantic Bridge
- 1977 – Billy Connolly
- 1977 – Raw Meat for the Balcony!
- 1978 – Anthology
- 1979 – Riotous Assembly
- 1981 – The Pick of Billy Connolly (składanka)
- 1983 – A Change Is As Good As Arrest
- 1983 – In Concert
- 1984 – Big Yin Double Helping (składanka)
- 1985 – An Audience With Billy Connolly
- 1985 – Wreck on Tour
- 1987 – Billy & Albert
- 1995 – Live at the Odeon Hammersmith London
- 1995 – Musical Tour of Scotland
- 1995 – Billy Connolly – Live Down Under 1995
- 1996 – World Tour of Australia
- 1997 – Two Night Stand
- 1999 – Comedy and Songs (składanka)
- 1999 – One Night Stand Down Under
- 2002 – Live in Dublin 2002
- 2002 – The Big Yin – Billy Connolly in Concert (składanka)
- 2003 – Transatlantic Years (składanka z 1969 i 1974)
- 2005 – Billy Connolly’s Musical Tour of New Zealand
- 2007 – Live in Concert
- 2010 – The Man Live in London, recorded January 2010
- 2011 – Billy Connolly’s Route 66

### scenariusze sztuk
- An’ Me Wi’ A Bad Leg Tae (1975)
- When Hair Was Long And Time Was Short (1977)
- Red Runner (1979)